# فلیکس بلومنفلد
فلیکس میخائیلوویچ بلومنفلد (روسی: Фе́ликс Миха́йлович Блуменфе́льд؛ ۱۹ آوریل ۱۸۶۳ – ۲۱ ژانویه ۱۹۳۱) یک نوازنده پیانو، رهبر ارکستر، آهنگساز، و استاد دانشگاه اهل اتحاد جماهیر شوروی بود.
پدر او اتریشی و مادرش لهستانی بود و بعدها به کنسرواتوار سن پترزبورگ و آهنگسازی را زیر نظرِ نیکلای ریمسکی-کورساکف و پیانو را زیر نظرِ «فدور استاین» فرا گرفت. سپس خودش از سال ۱۸۸۵ تا ۱۹۱۸ میلادی مدرسِ پیانو در همین مرکز آموزشی بود.
او داییِ هاینریش نویهاوس و از اقوام پدری کارول شیمانوفسکی بود.
از شاگردان مشهور او می‌توان به «ماریا یودینا»، «ماریا گرینبرگ»، «الکساندر سفاسمن» و «ولادیمیر هوروویتس» اشاره کرد.